# 李義偉
李義偉（1983年8月18日—），為台灣的棒球選手之一，曾效力於中華職棒中信鯨隊及興農牛隊，守備位置為捕手，2009年季末因涉入職棒假球案而遭開除。

## 經歷
- 雲林縣北辰國小少棒隊
- 高雄縣忠孝國中青少棒隊
- 高雄縣高苑工商青棒隊
- 國立體院棒球隊
- 中信鯨代訓球員（2007年）
- 中華職棒中信鯨（2008年）
- 中華職棒興農牛（2009年）

## 職棒生涯成績
| 年度   | 球隊   | 出賽 | 打數 | 安打 | 全壘打 | 打點 | 盜壘 | 四死 | 三振 | 壘打數 | 雙殺打 | 打擊率 |
| ------ | ------ | ---- | ---- | ---- | ------ | ---- | ---- | ---- | ---- | ------ | ------ | ------ |
| 2008年 | 中信鯨 | 84   | 261  | 52   | 4      | 28   | 1    | 12   | 88   | 77     | 11     | 0.199  |
| 2009年 | 興農牛 | 53   | 151  | 43   | 1      | 22   | 0    | 5    | 32   | 57     | 2      | 0.285  |
| 合計   | 2年    | 137  | 412  | 95   | 5      | 50   | 1    | 17   | 120  | 134    | 13     | 0.231  |

## 特殊事蹟
- 2008年球季，效力於中信鯨，被三振了88次，為當季聯盟第一，中斷了謝佳賢加入中華職棒以來連五個球季被三振最多次的紀錄。
- 2009年4月1日，對戰統一7-ELEVEn獅隊，九局上上場接替守備，十局下從林岳平手中擊出再見三壘安打，為職棒生涯首支再見安打，也是轉隊至興農牛隊的第一個打席。

## 外部連結
- 李義偉在台灣棒球維基館上的頁面（繁體中文）
- 李義偉在中華職棒官網 （中文）和Baseball-Reference （英文）上的頁面